# Cai Poulsen
Peter Cai Hyldgård Poulsen född 23 april 1920 i Kongens Lyngby, Köpenhamn, Danmark, död 14 februari 1997 i Jokkmokk var en autodidakt dansk-svensk konstnär och grafiker. 

Han var son till Åge Poulsen och Margrethe Arne-Hansen och från 1957 gift med Lis Becker. Han var sedan 1960 var han bosatt i Jokkmokk där han bland annat var konstnärlig ledare för Jokkmokksgruppen 1964-1978, och fick Jokkmokks kulturpris 1980. Stationshuset i Apokätno, beläget längs Inlandsbanan beboddes länge av Cai Poulsen som visade sin konst för besökare, såväl resande med Inlandsbanan såväl som andra passerande.
Han har haft flera utställningar i Sverige, bland annat på Nordiska museet i Stockholm och Norrbottens museum i Luleå. Han har även ställt ut i Tyskland, Norge, Nederländerna, Österrike och Moldavien. Poulsen är representerad i Halmstads kommun.